# Mika Myllylä
Mika Kristian Myllylä, född 12 september 1969 i Haapajärvi, död 5 juli 2011 i Karleby, var en finländsk längdskidåkare, uppvuxen i Trollhättan men senare bosatt i Karleby i Finland. 
Myllyläs stora mästerskap var VM 1999 i Ramsau am Dachstein där han triumferade stort med tre individuella guld. Han hade även ytterligare ett VM-guld från 1997 och ett OS-guld från 1998. Vid VM 2001 i Lahtis åkte Myllylä och flera andra finska åkare fast för att ha använt det dopningsklassade ämnet hydroxietylstärkelse, och stängdes av.
Efter avstängningen försökte han komma tillbaka, men utan samma framgång, dock vann han ett par finländska mästerskap. Mika Myllylä lade skidorna på hyllan 2005, och därefter kom mediarapporteringen alltmer att handla om hans alkoholrelaterade problem. 
I samband med ett rättsfall 2011 erkände Mika Myllylä att han använde EPO i sin karriär under 1990-talet. Den 5 juli 2011 hittades Mika Myllylä död i sitt hem. Polisen misstänkte inget brott.